# 根纳季·布尔布利斯
根纳季·爱德华多维奇·布尔布利斯（俄語：Генна́дий Эдуа́рдович Бу́рбулис，1945年8月4日—2022年6月19日），俄罗斯的政治家，俄罗斯总统鲍里斯·尼古拉耶维奇·叶利钦亲信、智囊，曾担任俄罗斯联邦第一副总理、国务秘书。

## 生平
1945年，出生。1962年，高中毕业，进入仪表厂工作。1971年，为苏共委员。1990年，任俄罗斯苏维埃联邦社会主义共和国最高苏维埃主席全权代表、俄罗斯高级咨询协调委员会工作组组长。
1991年，任俄罗斯联邦国务秘书、俄罗斯联邦政府第一副主席。1992年，任俄罗斯联邦总统国务秘书、总统顾问小组组长。1993年，任国际人文和政治“战略”研究中心主任。